# ボー・ジェスト (1939年の映画)
『ボー・ジェスト』（Beau Geste）は1939年のアメリカ合衆国の戦争映画。監督はウィリアム・A・ウェルマン、出演はゲイリー・クーパー、レイ・ミランド、ロバート・プレストンなど。
イギリスの作家P・C・レンが1924年に発表した冒険小説『ボー・ジェスト』の2度目の映画化作品である。

## キャスト
| 役名                       | 俳優                       | 日本語吹替                                         |
| 役名                       | 俳優                       | 東京12ch版                                         |
| -------------------------- | -------------------------- | -------------------------------------------------- |
| ボー・ジェスト             | ゲイリー・クーパー         | 黒沢良                                             |
| ジョン・ジェスト           | レイ・ミランド             | 津嘉山正種                                         |
| ディグビー・ジェスト       | ロバート・プレストン       | 若本紀昭                                           |
| イソベル・リヴァース       | スーザン・ヘイワード       | 高畑淳子                                           |
| マーコフ軍曹               | ブライアン・ドンレヴィ     | 藤本譲                                             |
| パトリシア・ブランドン夫人 | ヘザー・サッチャー         | 竹口安芸子                                         |
| マーティン中尉             | ハーヴィー・スティーヴンス | 玄田哲章                                           |
| ラシノフ                   | J・キャロル・ネイシュ      | 沢りつお                                           |
| シュワルツ                 | アルバート・デッカー       |                                                    |
| ハンク・ミラー             | ブロデリック・クロフォード |                                                    |
| ボー・ジェスト（12歳）     | ドナルド・オコーナー       |                                                    |
| 不明 その他                |                            | 日高晤郎 広瀬正志                                  |
|                            |                            |                                                    |
| 演出                       | 演出                       | 福永莞爾                                           |
| 翻訳                       | 翻訳                       | 飯嶋永昭                                           |
| 効果                       |                            |                                                    |
| 調整                       |                            |                                                    |
| 制作                       | 制作                       | 東北新社                                           |
| 解説                       |                            |                                                    |
| 初回放送                   | 初回放送                   | 1977年8月26日 『想い出の名作洋画劇場』 22:00-23:50 |

## スタッフ
- 監督: ウィリアム・A・ウェルマン
- 脚本: ロバート・カーソン
- 原作: P・C・レン（英語版）
- 製作: ウィリアム・A・ウェルマン
- 音楽: アルフレッド・ニューマン
- 撮影: セオドア・スパークル（英語版）、アーチー・スタウト（英語版）
- 編集: トーマス・スコット

## 作品の評価

### 映画批評家によるレビュー
Rotten Tomatoesによれば、11件の評論の全てが高評価で、平均点は10点満点中8.32点となっている。

### 受賞歴
| 映画祭・賞   | 部門       | 候補                                | 結果       |
| ------------ | ---------- | ----------------------------------- | ---------- |
| アカデミー賞 | 助演男優賞 | ブライアン・ドンレヴィ              | ノミネート |
| アカデミー賞 | 美術監督賞 | ハンス・ドライアー ロバート・オデル | ノミネート |